# Gilberto Galdino dos Santos
Gilberto Galdino dos Santos, mais conhecido como Beto, (Carpina, 20 de novembro de 1976), é um ex-futebolista brasileiro que atuava como volante.

## Carreira
Cresceu em Pernambuco onde começou a jogar no Grémio Petribú da cidade de Carpina. Passou pelo Centro Limoeirense, Manchete Futebol Clube do Recife que na época chamava-se Recife FC, San Lorenzo do Paraguai, Rampla Juniors do Uruguai. Em 2000/2001 chega ao Paços de Ferreira, onde joga 30 jogos e ajuda o clube a ser 9º classificado. Fica mais 3 temporadas no clube, sendo sempre bastante utilizado (cerca de 30 jogos por época), mas com a descida à segunda divisão, Beto ruma a Aveiro para jogar no Beira-Mar. [carece de fontes?]
Após ter feito uma excelente temporada pelo Beira-Mar, marcando 6 gols, é contratado pelo Benfica para jogar na temporada 2005/2006, com o objetivo de dar apoio a Petit e Manuel Fernandes. Joga bastante, e muitas vezes em posições que não é a sua. Cai no gosto de Koeman, que gosta da atitude e dedicação de Beto. O meia confessa que o Benfica foi um clube que sempre esteve na sua cabeça.
| “ | Agora estou num grande clube, que sempre ambicionei. É um clube que gosto muito, independentemente de ser um grande clube, com projecção internacional, e que vai disputar a Liga dos Campeões, salientou. Estou muito contente, estou feliz, é um clube que me interessava e agora é dar continuidade ao trabalho que fiz na última época - disse Beto em sua apresentação. | ” |

Fez o gol da classificação do Benfica contra o todo poderoso Manchester United feito que classificou o clube de Lisboa para as oitavas-de-final da Liga dos Campeões 2005/06.
Entretanto, em junho de 2007 é transferido para o FC Sion onde permanece uma época e meia até rescindir contrato em dezembro de 2008. Beto, em declarações ao jornal português Record, afirmou, dias antes da rescisão de contrato, que "na Suíça faz muito frio" e que queria "sair e gostava muito de voltar a Portugal, mesmo com um ordenado menor".[carece de fontes?]
Em janeiro de 2009, assinou pelo Enosis Ergotelis, do Campeonato Grego de Futebol.
Em dezembro de 2012, após 15 anos atuando no exterior, é anunciado como reforço do Alecrim-RN para disputa campeonato estadual.
| “ | Sentíamos que precisávamos de um jogador experiente e de peso para complementar a agilidade e vontade da garotada. Se pegarmos como exemplo o Fluminense, atual campeão brasileiro, veremos um time com muitas jovens promessas, mas que mescla jogadores com mais bagagem, importantes para dar consistência – explicou o diretor de futebol, Paulo Bressiani. | ” |

## Títulos
Benfica
- Supertaça de Portugal: 2005

FC Sion
- Copa da Suíça - 2008/09

Al Ahly SC
- Liga Nacional do Egito - 2014-15